# ابل مولینرو
ابل مولینرو (انگلیسی: Abel Molinero؛ زادهٔ ۲۸ آوریل ۱۹۸۹) بازیکن فوتبال اهل اسپانیا است.
از باشگاه‌هایی که در آن بازی کرده‌است می‌توان به باشگاه فوتبال لوگو، باشگاه فوتبال رئال مورسیا، باشگاه فوتبال اتلتیکو مادرید بی، و باشگاه فوتبال آلمریا اشاره کرد.